# جاستن غرين (رسام كارتون)
جاستن غرين (بالإنجليزية: Justin Green)‏ (1945)؛ رسام كارتون وروائي أمريكي.